# Neaxestis aviuncis
Neaxestis aviuncis is een vlinder uit de familie visstaartjes (Nolidae). De wetenschappelijke naam van deze soort is voor het eerst geldig gepubliceerd in 1985 door Wiltshire.
De soort komt voor in tropisch Afrika.